# حماسه گیلگمش (فیلم)
آهنگ های کوچک افسر ارشد شپش هونار، یا این جارو کوچولوی نامشخص، تقلیل بسیار پنهانی از حماسه گیلگمش، تابلوی دوم (معروف به این جارو کوچولوی بی نام) یک فیلم کوتاه استاپ موشن محصول ۱۹۸۵ توسط برادران کی است. این فیلم بر اساس اولین لوح حماسه گیلگمش ساخته شده است. این فیلم محصول ۱۹۸۵ با داشتن طولانی ترین عنوان، به طور کلی با نام این جارو کوچولوی نامشخص شناخته می‌شود. در آغاز قرار بود یک برنامه یک ساعته توسط کانال ۴ ساخته شود که جنبه‌هایی از حماسه بابلی باستانی گیلگمش، یکی از قدیمی‌ترین آثار ادبی شناخته شده بازمانده، که ترکیبی از انیمیشن عروسکی، سکانس‌های رقص و عناصر مستند زنده است را بررسی کند. با این حال، کانال چهار در مورد پروژه مطمئن نبود، و تنها موافقت کرد که یک سکانس انیمیشن کوتاه را به عنوان پایلوت تامین کند - که در نهایت تمام چیزی بود که ساخته شد.
به عنوان یک بازنمایی نمادین، دنیای گیلگمش دنیایی از شر و فریب است که همزمان با تنش های روانی-جنسی و طنین شخصی برای اسکله ها همراه است. قلاب‌های پزشکی، قیچی‌های زنگ‌زده، و سیم‌های تیز تیغ تیز، همگی حاکی از موضوع اختگی هستند که نه تنها با تله‌ی مکانیکی سادیستی که گیلگمش می‌گذارد، بلکه با ترتیبی که در آن دو تخم‌مرغ را روی دهانه‌ی برش می‌گذارد، برجسته می‌شود و آنها را در جایی قرار می‌دهد. بیضه خودش باید باشه چنین تصاویر وحشیانه و خشونت آمیز جنسی در فیلم های دیگر برادران، به ویژه در خیابان تمساح ها ، که در آن مواد ارگانیک به صورت نمایشی از اندام تناسلی مردانه سازماندهی شده و سپس با سنجاق های خیاط سوراخ می شوند، دوباره تکرار می شود.

## تفاوت لوح اول حماسه گیلگمش و فیلم
در شعر حماسی گیلگمش پادشاه اوروک است و به شهروندان خود ظلم می کند. در اقتباس اسکله، او ارباب پادشاهی منزوی است که تنها ساکن آن است.
در حماسه انکیدو مرد وحشی است که توسط خدایان خلق شده است تا حواس گیلگمش را از فعالیت های مشکوک خود منحرف کند. انکیدو در حال ریشه کن کردن تله ها، خراب کردن تجارت تله گذار دیده می شود. سپس انکیدو توسط شمهات، یک فاحشه معبد، اغوا می‌شود که اولین گام برای متمدن کردن اوست. نسخه برادران نشان می‌دهد که انکیدو ابتدا توسط شمهات اغوا می‌شود و او را به دامی می‌کشاند که گیلگمش برای او درست کرده است.

## تاثیر
این فیلم علاوه بر افسانه گیلگمش، الهامات بسیاری داشت. خشونتی که در فیلم وجود دارد ادای احترامی به نویسنده اتریشی کنراد بایر است، طراحی فیزیکی گیلگمش بر اساس آثار هنری هاینریش آنتون مولر، یکی از سه هنرمندی است که برادران کی در ابتدا قصد داشتند فیلم خود را به آنها تقدیم کنند.
"شپش هاونار" نمایش طنزی از خانه قمری در لندن، مقر آژانس مرزی بریتانیا است که کار برادران کی را در زمان ساخت فیلم به چالش می‌کشید. اگرچه این در آن زمان ناراحت کننده بود، اما این تجربه به ایجاد فضای پارانوئیدی کمک کرد که فیلم را اشباع می‌کرد.